# Паудер-Рівер (трубопровід для ЗВГ)
Паудер-Рівер (трубопровід для ЗВГ) – трубопровід для транспортування суміші зріджених вуглеводневих газів зі штату Вайомінг до установки фракціонування в Техасі.
Трубопровід починається у нафтогазовому басейні Паудер-Рівер (північний схід Вайомінгу) та прямує до установки фракціонування, котра входить до комплексу нафтопереробного заводу Боргер (північний Техас). Він має довжину 695 миль, виконаний в діаметрах 150 та 200 мм і здатен перекачувати 14 тисяч барелів ЗВГ на добу.